# The Orchard
The Orchard è una azienda statunitense del settore musica e intrattenimento, specializzata nella distribuzione, nel marketing e nelle vendite dei media. È una filiale di Sony Music, con sede a New York. Nel 2019, la società ha venduto la sua divisione cinematografica e televisiva, che è stata ribattezzata 1091 Media.
Tra i suoi clienti vi sono artisti ed etichette indipendenti come Johnny & Associates, JYP Entertainment, Daptone Records, Cleopatra Records e Frenchkiss Records, che hanno collaborato con The Orchard nel 2012 per creare Frenchkiss Label Group oltre agli accordi digitali e fisici con l'azienda. Nel 2014, la partnership si è ampliata ulteriormente quando The Orchard ha acquisito la Frenchkiss Records a titolo definitivo.
La società concede in licenza anche la musica da utilizzare in pubblicità, televisione e film. Heineken, Target, Southern Comfort, e la famiglia di marchi LU hanno utilizzato le canzoni del catalogo di The Orchard nelle loro pubblicità. Yellow Elevator # 2 dei Black Angels e Aly, Walk With Me dei Raveonettes furono presenti in True Blood, Venus di Frankie Avalon fu usata in Dexter, Coming  Down delle Dum Dum Girls e  The One You Say Goodnight To di Kina Grannis sono state usate nella quinta stagione di Gossip Girl.
Nel febbraio 2019, il cofondatore Scott Cohen si è ritirato da The Orchard ed è entrato a far parte del senior management team di Warner Music Group.